# Invalshoek (aanstroming)

In dit diagram vertegenwoordigt de zwarte lijn de aanstroming. De hoek α is de invalshoek

Curve die de relatie laat zien tussen de invalshoek (AoA) en de liftcoëfficiënt (C_{L})

Invalshoek of aanvalshoek (angle of attack) is de hoek tussen de koorde van een vleugelprofiel en de hierlangs stromende lucht of vloeistof.
Dit profiel kan een vliegtuigvleugel zijn, maar ook een propeller, scheepsschroef of zeil, maar ook een insectenvleugel, vogelvleugel, vleermuisvleugel of vin van een vis. In de zeilvaart is de invalshoek de hoek tussen het midden van het zeil en de windrichting.
De liftkracht van een vleugelprofiel is rechtstreeks gekoppeld aan de invalshoek. Hoe groter de invalshoek, des te meer liftkracht, maar ook meer geïnduceerde weerstand. Voorbij een bepaalde hoek kan de stroming het profiel echter niet meer goed volgen en treedt loslating op en neemt de liftkracht snel af. Door het gebruik van welvingskleppen kan er een grotere invalshoek bereikt worden voordat overtrek optreedt.